# Тверское подворье
Тверское подворье — комплекс исторических зданий на улице Кузнецкий Мост в Москве, бывшее подворье и резиденция тверских архиепископов. Сохранившееся здание палат является объектом культурного наследия федерального значения.

## История
С XVII века участок принадлежал Тверскому подворью — резиденции тверских архиепископов. Расположенное во дворе владения прямоугольное в плане двухэтажное здание палат имеет сложную планировку и, возможно, было возведено в течение двух строительных периодов. Небольшие помещения палат перекрыты коробовыми и цилиндрическими сводами с распалубками. В конце XVIII века к северо-западному углу здания был пристроен двухэтажный каменный объём со сводами. В 1835 году фасады палат были полностью переделаны в классическом стиле, однако на них сохранились остатки срубленного декора из профильного большеразмерного кирпича, а также фрагменты обрамлений окон с кокошниками, угловые и промежуточные лопатки, фрагменты междуэтажных карнизов с поребриком. Палаты связаны с жизнью и деятельностью архиепископа Тверского и Кашинского Платона — церковного деятеля, просветителя, автора многочисленных произведений. До 1770 года в состав подворья входила церковь святого Арсения, епископа Тверского, известная с 1690 года.

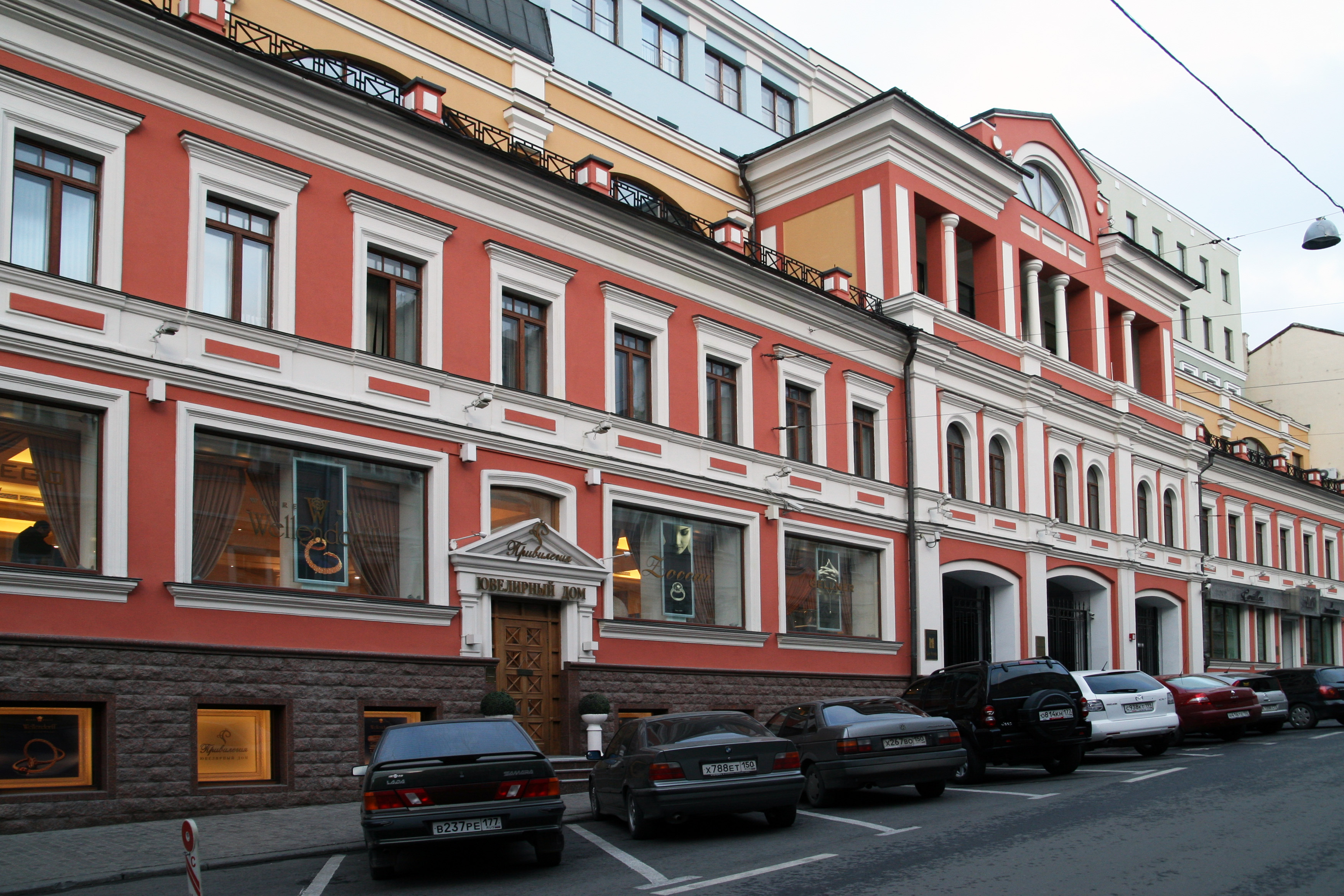
«Воссозданное» здание Тверского подворья

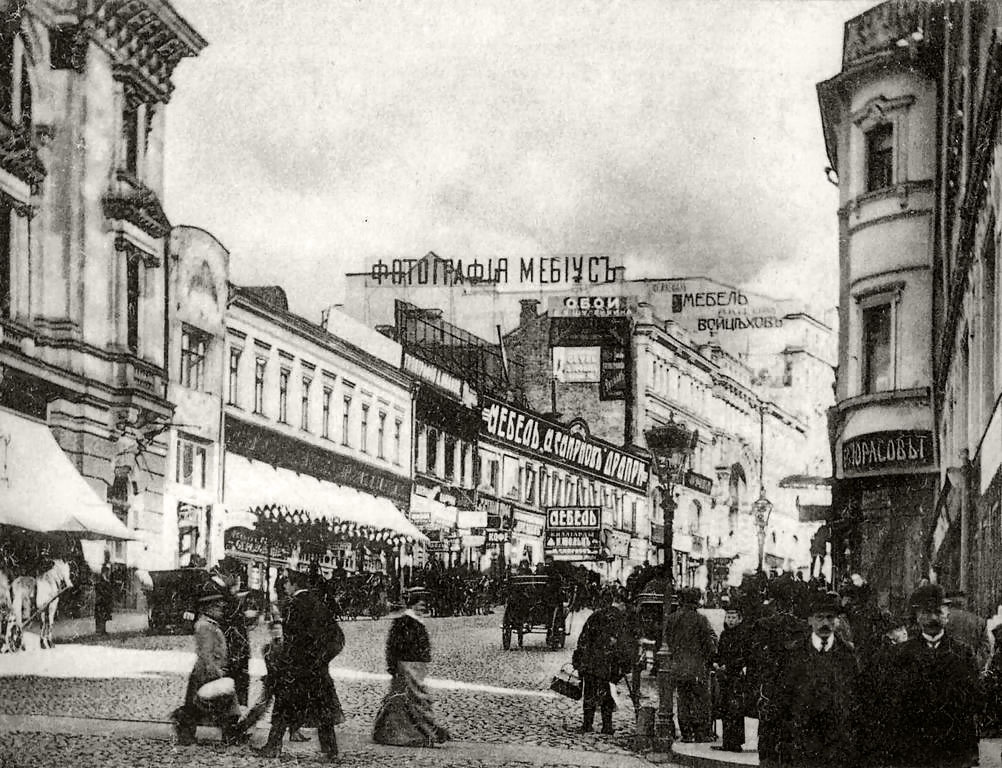
Тверское подворье (прямо), 1903 г.

Некоторые здания участка сдавались подворьем в аренду. В 1770-х годах здесь жила семья итальянского музыкального педагога Морелли. В 1810—1820 годах в одном из домов размещалась мастерская скульптора С. Кампиони, работами которой украшены многие здания и усадьбы Москвы. В строениях Тверского подворья, выходивших на улицу, размещались многочисленные магазины, привлекавшие покупателей своими вывесками и витринами. В 1830-х — 1850-х годах здесь арендовали помещения популярный «Польский магазин Геннгера и К», в котором продавались учебные и канцелярские принадлежности, «Английский магазин», оптические магазины Зальцфиша и Зегера. В 1860-х годах в доме жил художник-любитель М. Б. Тулинов, у которого бывал его друг и ученик И. Н. Крамской. В начале 1900-х годов в выходящем на Кузнецкий Мост доме размещались: магазин восточных товаров «Япония», «Вегетарианская столовая», молочный магазин братьев Бландовых, булочная и кондитерская И. Бертельса, французская прачечная К. И. Санжи, множество книжных магазинов («Русская грамота» Н. Петрова, «Начальная школа» К. И. Тихомирова, «Образование», «Торговый дом С. Курнина»), а также магазины антиквариата и редкостей. В подвале здания в конце XIX века работал популярный ресторан «Венеция», описанный в книге В. Гиляровского «Москва и Москвичи». Здесь бывали писатели Н. Н. Златовратский и Н. М. Астырев, публицист В. А. Гольцев, народник П. Г. Заичневский.
После октябрьской революции здание палат стало жилым и сохраняло эту функцию вплоть до 1980-х годов. В 1974 году ансамбль Тверского подворья был включён в список памятников истории и культуры республиканского значения. В 1993 году был подписан инвестиционный контракт о реконструкции застройки домовладения № 17. Инвестором по контракту выступил Мосбизнесбанк. В 1995 году по проекту И. П. Рубен (мастерская No 13 «Моспроекта-2») и И. А. Столетова была проведена реставрация здания палат. К весне 1996 года были снесены четыре строения ансамбля, а выходящее на Кузнецкий Мост двухэтажное здание, характерное для улицы времён А. С. Пушкина, было «воссоздано» путём постройки нового делового многофункционального комплекса по проекту авторского коллектива, возглавляемого архитектором А. Р. Воронцовым. К главному зданию палат была сделана пристройка, что прямо запрещено действующим законодательством об охране объектов культурного наследия. Проектная документация на реконструкцию ансамбля Тверского подворья не была согласована в Министерстве культуры РФ, а его обращения в прокуратуру с требованием привлечь виновных в разрушении памятника архитектуры остались без удовлетворения. Мэр Москвы Ю. М. Лужков признал участников «научной реставрации» палат Тверского подворья победителями конкурса на лучшую реставрацию. В настоящее время новодел с фасадом на Кузнецкий Мост занимают магазины и рестораны, подразделения Банка Москвы, ряд других учреждений и организаций. Сохранившееся во дворе участка главное здание ансамбля — палаты Тверского подворья — является объектом культурного наследия федерального значения. Во второй половине 1990-х — 2002 годах палаты были вновь отреставрированы по проекту О. Н. Башиловой и А. С. Воскресенского.